# GuixSD

Logo GuixSD

GuixSD (anglicky Guix System Distribution) je operační systém vyvíjený v rámci projektu GNU a vystavený na balíčkovacím systému GNU Guix. Nejdále je vývoj používající jako jádro operačního systému Linux-libre, proto je možné GuixSD řadit mezi linuxové distribuce, ovšem zároveň je ve vývoji i podpora jádra GNU Hurd.
Celkově se jedná o otevřený a svobodný systém unixového typu, jehož základní komponenty jsou vesměs vyvíjeny v rámci projektu GNU (např. GNU Core Utilities).